# Desvío km 131
Desvío km 131 es un desvío/apartadero ferroviario en desuso en el Departamento Deseado, Provincia de Santa Cruz, Argentina, perteneciente al Ferrocarril Patagónico que unía la ciudad de Puerto Deseado con la localidad de Las Heras.
Como su nombre lo indica, se ubica en el kilómetro 131 de la vía férrea desde la estación Puerto Deseado, entre las localidades de Jaramillo y Fitz Roy.

## Toponimia
El apeadero tomó su nombre de la distancia de 131.1 kilómetros que lo separan de Puerto Deseado. El mismo fue redondeando a 131 para facilitar su uso. 

## Características
El desvío posee una longitud de 153 metros y llegó a figurar en algunos itinerarios de la línea. La ausencia de este punto en la mayoría de los itinerarios se puede deber a su tardía incorporación. El itinerario de 1960 señala a este desvío como un punto a considerar: "Cambio desvío auxiliar fraccionar trenes". Esta leyenda se presentaba en el punto kilométrico 131.050 de la vía y sugiere el uso ocasional para repartir cargas entre las estaciones que la rodeaban. Además, el documento imponía una velocidad a los vehículos ferroviarios de 5 kilómetros por hora.
En 1993 fue descripto como un desvío con embarcadero de ganado. Esta función habría auxiliado a Fitz Roy que carecía de esa infraestructura.

## Funcionamiento
Su tardía incorporación o baja relevancia hizo que no figurara en la mayoría de los informes e itinerarios del ferrocarril. De esta manera, los documentos de 1920, 1928, 1930, 1934, 1936, 1938 y 1955.
De todos los itinerarios que abordaron al ferrocarril, solo el itinerario de 1946 nombró al Desvío Km 131 por primera y única vez. El servicio se ejecutó en trenes mixtos que llevaban coche bar. Los mismos tras partir de Deseado a las 9:00, arribaban a este apeadero a las 13:18 y finalizaban en punta de rieles a las 17:30. En tanto, el viaje de vuelta salía desde Las Heras a las 9, pasaba por este desvío a las 13:01 y culminaba en Deseado a las 17:00 hs. Estaba separado de Jaramillo por 18 minutos y de Fitz Roy por otros 22 minutos de distancia. Cómo dato sobresaliente, durante la vigencia de este itinerario,  Km 131 desplazó a la vecina Fitz Roy como punto central del ramal.

Forma parte del ramal de Puerto Deseado a Las Heras, inaugurado en el año 1914 y que originalmente estaba planeado para terminar en el Nahuel Huapi.

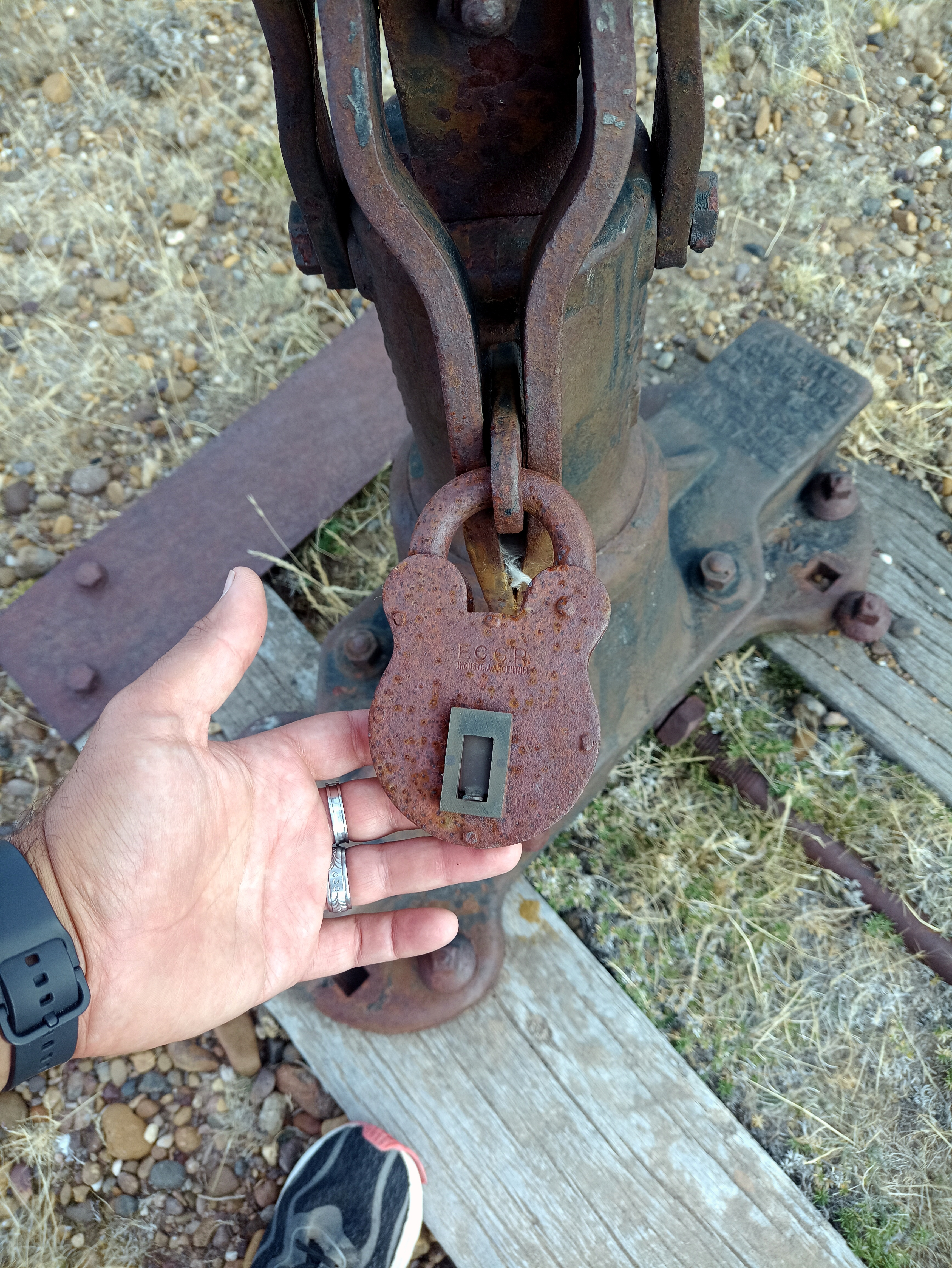
Candado ferroviario antiguo protegiendo el desvío.
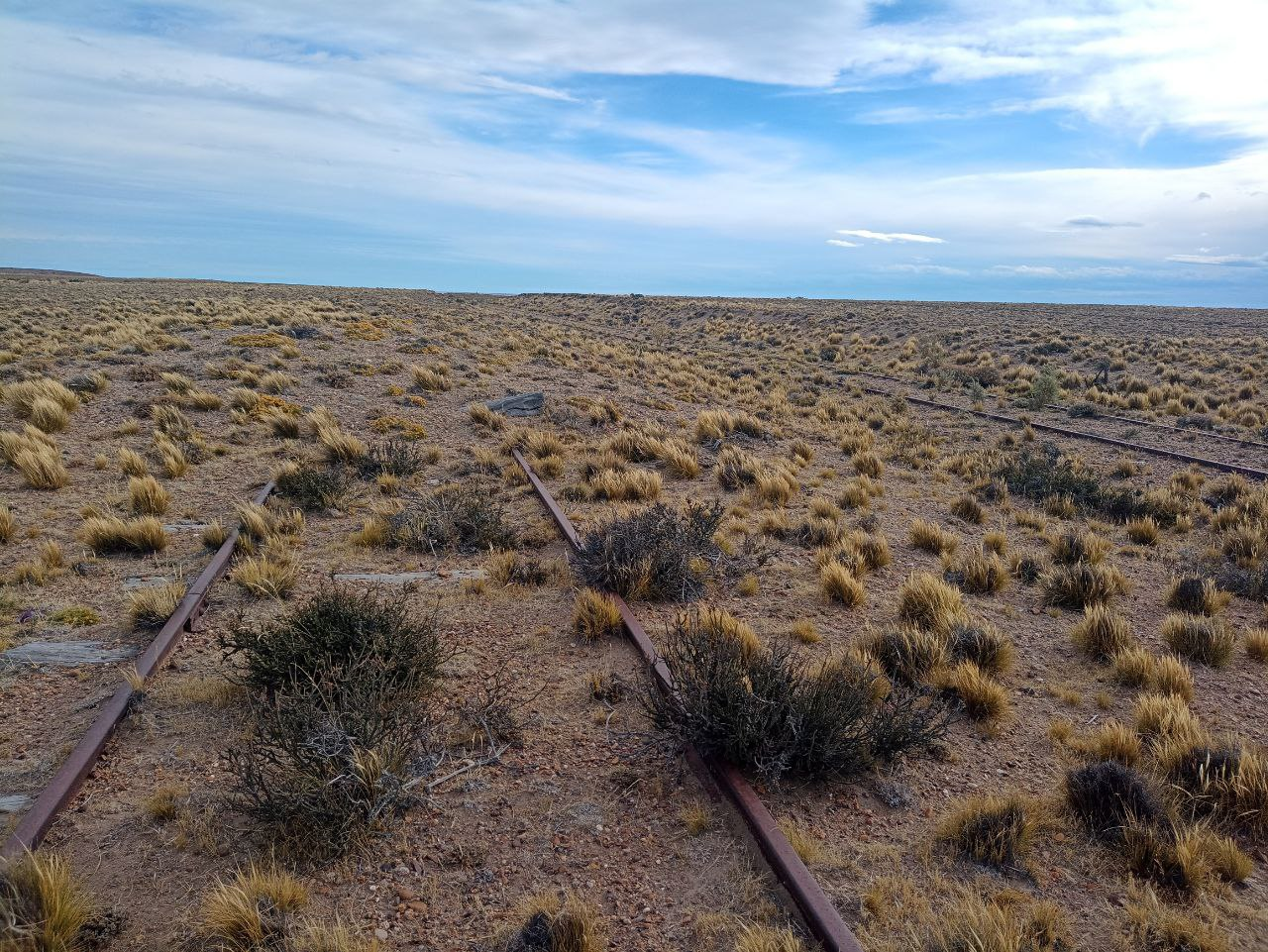
Tramo final del desvío aun con señalización.
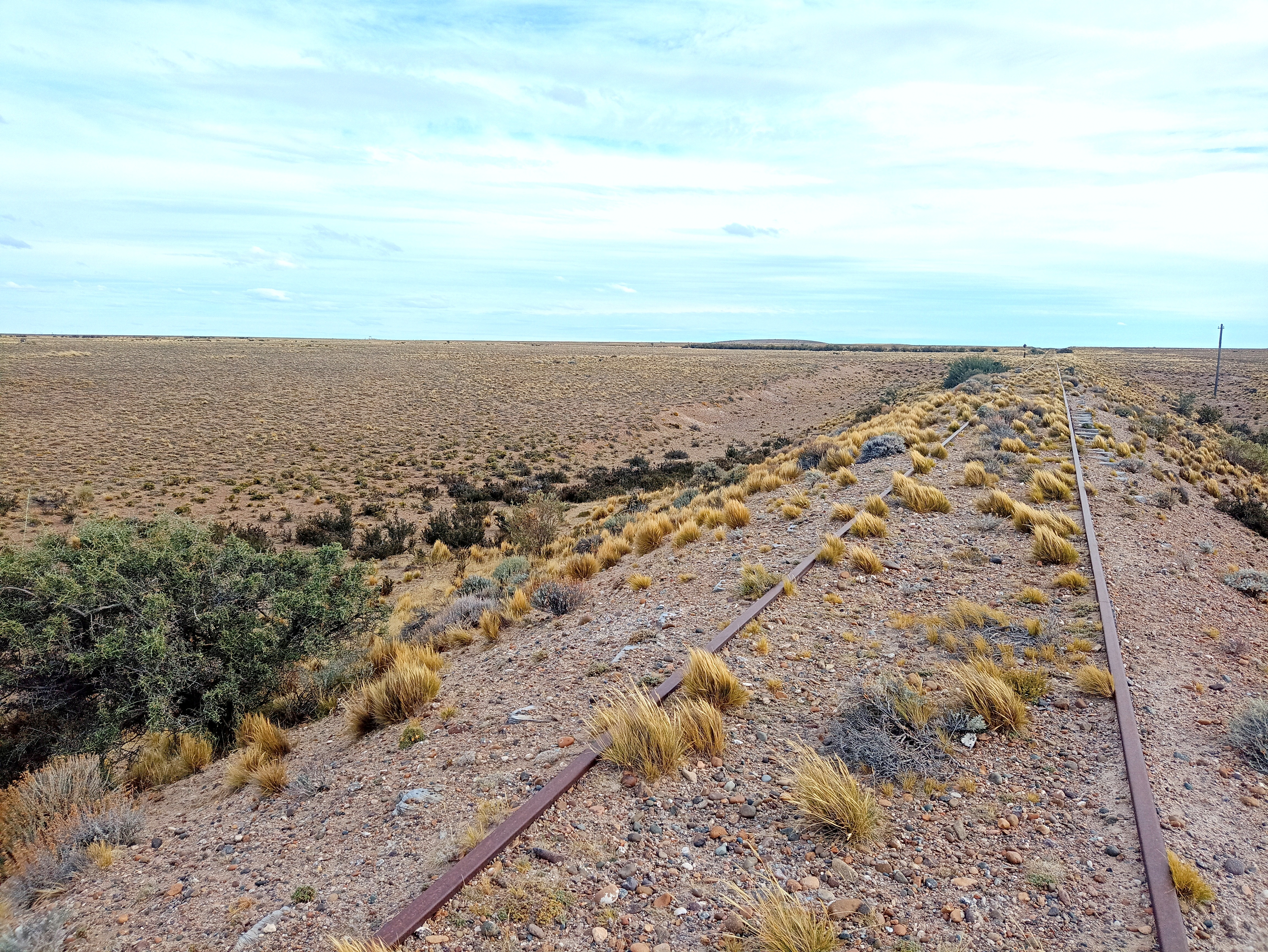
La vía justo antes de alcanzar Km 131.